# سیارک ۲۲۹
سیارک ۲۲۹ (به انگلیسی: 229 Adelinda) دویست و بیست و نهمین سیارک کشف شده‌است که در ۲۲ اوت ۱۸۸۲ و در وین کشف شد.
قدر مطلق سیارک برابر ۹٫۱۳ است.